# Райгородська сільська рада (Кам'янський район)
Ра́йгородська сільська́ ра́да — адміністративно-територіальна одиниця та орган місцевого самоврядування в Кам'янському районі Черкаської області. Адміністративний центр — село Райгород.

## Загальні відомості
- Населення ради: 1 527 осіб (станом на 2001 рік)

## Населені пункти
Сільській раді підпорядковані населені пункти:
- с. Райгород
- с. Ярове

## Склад ради
Рада складається з 16 депутатів та голови.
- Голова ради: Дяченко Валентина Порфирівна

### Керівний склад попередніх скликань
| Прізвище, ім'я, по батькові  | Основні відомості                                                                                  | Дата обрання | Дата звільнення |
| ---------------------------- | -------------------------------------------------------------------------------------------------- | ------------ | --------------- |
| Дяченко Валентина Порфирівна | Сільський голова, 1954 року народження, освіта вища, член Всеукраїнського об'єднання «Батьківщина» | 26.03.2006   | 31.10.2010      |
| Дяченко Валентина Порфирівна | Сільський голова, 1954 року народження, освіта вища, позапартійна                                  | 31.10.2010   |                 |

Примітка: таблиця складена за даними сайту Верховної Ради України

### Депутати
За результатами місцевих виборів 2010 року депутатами ради стали:

#### За суб'єктами висування
| Суб'єкт висування                                     | Кількість обраних депутатів | %    |
| ----------------------------------------------------- | --------------------------- | ---- |
| Самовисування                                         | 11                          | 68,8 |
| Партія «Соціалістична Україна»                        | 3                           | 18,8 |
| Політична партія "Діти війни «Народна партія України» | 1                           | 6,3  |
| Політична партія «Нова політика»                      | 1                           | 6,3  |

#### За округами
| № округу                                              | Прізвище, ім'я, по батькові    | Дата визнання обраним | Освіта             | Партійна приналежність                                      | Відомості про обраного депутата                   |
| ----------------------------------------------------- | ------------------------------ | --------------------- | ------------------ | ----------------------------------------------------------- | ------------------------------------------------- |
| Партія «Соціалістична Україна»                        |                                |                       |                    |                                                             |                                                   |
| 9                                                     | Кусайко Андрій Іванович        | 05.11.2010            | середня            | член Партії «Соціалістична Україна»                         | ст.ім. Шевченка, електро-механік                  |
| 11                                                    | Зайцев Іван Вікторович         | 05.11.2010            | середня            | позапартійний                                               | ст.ім. Шевченка, бригадир вагонного депо          |
| 12                                                    | Чекаль Тетяна Володимирівна    | 05.11.2010            | середня            | член Партії «Соціалістична Україна»                         | ВАТ НВП «СМРЗ», стропальник                       |
| Політична партія "ДІТИ ВІЙНИ «НАРОДНА ПАРТІЯ УКРАЇНИ» |                                |                       |                    |                                                             |                                                   |
| 10                                                    | Тимошенко Тетяна Павлівна      | 05.11.2010            | середня спеціальна | член Політичної партії "ДІТИ ВІЙНИ «НАРОДНА ПАРТІЯ УКРАЇНИ» | Відділ зв'язку, листоноша                         |
| Політична партія «Нова політика»                      |                                |                       |                    |                                                             |                                                   |
| 14                                                    | Трохименко Наталія Іванівна    | 05.11.2010            | середня спеціальна | член Політичної партії «Нова політика»                      | ТОВ «Союз постач збут», майстер цегельного заводу |
| Самовисування                                         |                                |                       |                    |                                                             |                                                   |
| 1                                                     | Зелена Ірина Костянтинівна     | 05.11.2010            | середня            | позапартійна                                                | Сільська рада, секретар                           |
| 2                                                     | Бугайська Тетяна Сергіївна     | 05.11.2010            | середня спеціальна | позапартійна                                                | Сільська рада, землевпорядник                     |
| 3                                                     | Буханець Станіслав Онуфрійович | 05.11.2010            | середня            | позапартійний                                               | фізична особа-підприємець, директор               |
| 4                                                     | Крупська Надія Григорівна      | 05.11.2010            | середня спеціальна | позапартійна                                                | фізична особа-підприємець, директор               |
| 5                                                     | Погрібний Віктор Іванович      | 05.11.2010            | середня спеціальна | позапартійний                                               | тимчасово не працює                               |
| 6                                                     | Луценко Дмитро Іванович        | 05.11.2010            | середня            | позапартійний                                               | пенсіонер                                         |
| 7                                                     | Погрібний Олександр Іванович   | 05.11.2010            | середня спеціальна | позапартійний                                               | ст.ім. Шевченка, водій                            |
| 8                                                     | Дорошенко Валентина Павлівна   | 05.11.2010            | середня спеціальна | позапартійна                                                | фізична особа-підприємець, директор               |
| 13                                                    | Дьогрик Олександр Миколайович  | 05.11.2010            | вища               | член Партії регіонів                                        | ТОВ «Агрорось», агроном                           |
| 15                                                    | Руденко Сергій Миколайович     | 05.11.2010            | вища               | позапартійний                                               | ВАТ НВП «СМРЗ», майстер                           |
| 16                                                    | Іщенко Михайло Григорович      | 05.11.2010            | середня            | позапартійний                                               | пенсіонер                                         |